# Roxy Music
Roxy Music é uma banda de art rock do Reino Unido fundada em Londres no início dos anos 1970 por Bryan Ferry (vocal e teclado), graduado de escola de arte. Manteve-se até 1983, e reuniu-se para uma turnê em 2001, posteriormente anunciando que um novo álbum seria gravado em 2005-2006.A banda reuniu-se novamente em 2.022 para shows de comemoração do 50º aniversário de lançamento de seu 1º disco. E Ferry tem chamado os músicos para participações em seus albuns solo
O nome da banda é uma referência a títulos de antigos cinemas e salas de dança, um trocadilho com a palavra rock. Ferry primeiramente denominou a banda como Roxy, mas ao tomar conhecimento de outra banda dos Estados Unidos com o mesmo nome modificou para o nome atual. O uso de temas nostálgicos e contemporâneos (ou ainda futuristas) era uma das marcas da banda, particularmente no início. O grupo é conhecido pela combinação de experimentalismo e sofisticação, pelo lirísmo contido nas letras, temas instrumentais virtuosos e produção visual exuberante.
O Roxy Music foi uma influência significativa para o início do movimento punk por dar mais um motivo consistente para sua revolta, fornecendo um modelo para novos grupo da new wave e grupos eletrônicos do início dos anos 1980. Bryan Ferry e Brian Eno também tiveram bastante êxito em suas carreiras solo. Em 2019, o Roxy Music foi introduzido no Rock and Roll Hall of Fame.

## História

### 1971-1983: a primeira fase
Entre 1970 e 1971, o professor de cerâmica Bryan Ferry ofereceu-se a colaborar com um tecladista e Graham Simpson, um baixista que ele conheceu através da banda da escola de arte, The Gas Board. Andy MacKay aceitou o convite, não com o teclado mas sim com o saxofone e o oboé. Andy conheceu Brian Eno durante a universidade, tendo em comum o interesse pela música electrónica. Encontraram-se novamente algum tempo depois, e Andy convenceu Brian a participar na banda como um técnico de som. Logo depois Eno tornou-se membro da banda. O baterista Paul Thompson uniu-se à banda em junho de 1971, assim como o guitarrista Phil Manzanera. Após gravarem o primeiro álbum, Roxy Music, Simpson foi retirado da banda, sendo substituído por Rik Kenton.
Eno deixou a banda após o segundo álbum, For Your Pleasure, entre as discussões com Ferry em relação a direcção musical do grupo. Ele foi substituído por Eddie Jobson, que já havia sido membro da banda de rock progressivo Curved Air, e também tocava violino. Rik Kenton deixou a banda logo após Virginia Plain, sendo substituído pelo baixista John Porter em For Your Pleasure, e por John Gustafson pelos próximos três álbuns. Apesar disso nenhum desses três músicos era considerado membro permanente da banda.
Apesar de alguns fãs terem lamentado a perda da atitudade experimental que Eno proporcionava à banda, Jobson, que possuía grandes influências da música erudita, revigorou o grupo com sua experiência no teclado, liberando Ferry da tarefa, e também proporcionando um melhor refinamento das gravações do grupo. A sua experiência com o violino deu nova dimensão ao grupo, como mostra a canção Out of the Blue. Eno posteriormente citou a qualidade dos dois álbuns lançados depois de sua saída da banda, Stranded (álbum) (1973) e Country Life (1974). São considerados os mais originais e consistentes álbuns de rock britânicos desse período.
Os outros membros da banda, Mackay (influenciado pela música erudita), Manzanera (experiente no rock progressivo) e Thompson também compartilharam na época de Eno as suas preocupações com o domínio de Ferry sobre a banda, mas preferiram permanecer no grupo. Gradualmente as suas participações nas produções da banda foram aumentando, apesar do fato de apenas um single do Roxy Music, Jealous Guy, não ter tido a participação de Ferry na criação. A canção excepção, que se tornou o único hit da banda a alcançar o topo das paradas, era um tributo a John Lennon logo após a sua morte.
Manzanera e Mackay iniciaram projetos solo, ambos com a presença de Thompson na bateria. Manzanera também tocou guitarra em várias gravações solo de Eno durante meados da década de 1970. Phil e Andy, junto com Thompson e Jobson, também participaram em várioas gravações a solo de Ferry, e Manzanera regularmente tocava nas turnês a solo de Ferry.
A carreira a solo de Ferry começou em 1973, ainda enquanto participava como membro dos Roxy Music. Estreou-se com o álbum These Foolish Things, que consistia em covers, parte da influência musical de Ferry. No mesmo ano o álbum de David Bowie Pin Ups utilizou a mesma forma, também aplicada por Ringo Starr em 1970 com Sentimental Journey.
O quinto álbum da banda, Siren, continha o único hit nas paradas dos Estados Unidos que a banda conseguiu, Love is the drug. John Wetton, o futuro baixista e vocalista do Asia, chegou a substituir o semi residente Gustafson na turnê, inclusive tocando em algumas canções do álbum Viva! lançado em 1976. Ferry citou que a música surgiu enquanto ele chutava folhas enquanto caminhava no Hyde Park (Londres). Nessa época Ferry mantinha relacionamento com a supermodelo estaduniense Jerry Hall (que posteriormente casou com Mick Jagger). Hall teve grande impacto na música e imagem da banda, servindo como inspiração em várias músicas, como Prairie Rose (de Country Life), também aparecendo na capa de Siren e no videoclipe de Let's Stick Together, trabalho a solo de Ferry de 1976.
Posteriormente à turnê de Siren em 1976, os Roxy Music terminaram temporariamente. Durante o período, Ferry lançou dois álbuns com a participação de Manzanera e Thompson. Manzenera também participou no álbum de Eno 801 Live .
A banda reuniu-se em 1978 para gravar um novo álbum, Manifesto, mas com nova formação. Jobson e Gustafson não estavam mais presentes. Após a turnê do álbum e antes da gravação de mais um álbum, Flesh + Blood, Thompson deixou a banda temporariamente por ter quebrado o polegar em um acidente de motocicleta. Posteriormente ele deixou a banda permanentemente. Os três membros remanescentes da banda tiveram convidados especiais durante alguns anos, como Andy Newmark, Neil Hubbard, Alan Spenner e Michael Dempsey, que havia sido baixista no The Cure.
A mudança da formação mudou também a música do grupo, dando um ar mais suave à banda, culminando no seu oitavo e último álbum, Avalon (1982). O trio realizou turnê até 1983, quando Bryan Ferry dissolveu a banda e se dedicou exclusivamente a sua carreira solo.

### 1983-2001: trabalho solo
Depois do fim da banda, Mackay, Manzanera e Ferry lançaram álbuns sole. A carreira solo de Ferry continuou, contando com a participação constante de Newmark nas gravações e turnês. thompson trabalhou em sessões de bateria com vários artistas, incluindo bandas como The Angelic Upstarts em seu álbum Reason Why (1983) e Gary Moore em sua turnê de 1985, substituindo Ian Paice, que estava rumando para o retorno do Deep Purple. Thompson aparece no vídeo Emerald Aisles - Live in Ireland 1985 de Gary Moore.
Em 1984, Manzanera e Mackay se reuniram com o vocalista James Wraith para formar o The Explorers. Assinando com a Virgin Records, a banda lançou o álbum autoentitulado com vários singles como Venus de Milo e Falling for Nightlife. A gravadora terminou o contrato com a banda durante a gravação do segundo álbum, que em 1990 acabou sendo lançado com o nome Manzanera/Mackay. Em 1987, Manzanera se reuniu com o ex-baixista do Roxy Music e King Crimson John Wetton para a gravação do LP Weeton/Manzanera.

### A partir de2001: a reunião
Ferry, Manzanera, Mackay e Thompson se reuniram em 2001 para turnês por alguns anos. Ausente da banda, Brian Eno criticou os motivos para a reunião da banda. Em março de 2005 foi anunciado na página oficial de Phil Manzanera que a banda, incluindo Brian Eno, havia decidido gravar um álbum com inéditas, o primeiro desde Avalon (1982). O projeto marcaria a volta de Eno com o Roxy Music desde For You Pleasure (1973). Após vários boatos sobre a volta do Roxy Music, em 19 de maio de 2006 Eno revelou que contribuiu em duas canções do novo álbum, também tocando em outras faixas, mas que não participaria das turnês com a banda.
O Roxy Music também retorno aos palcos com a apresentação em 2005 no Festival da Ilha de Wight, em 11 de junho de 2005, seu primeiro concerto no Reino Unido desde a turnê mundial de 2001. Em 2 de julho de 2005 o Roxy Music tocou Jealous Guy e Love is the Drug na contribuição de Berlin no Live 8. A banda, sem Eno, está se apresentando novamente desde 2006.

## Integrantes

### Formação actual
- Bryan Ferry - vocal, gaita e teclado (1972-1983, desde 2001)
- Phil Manzanera - guitarra (1972-1983, desde 2001)
- Andy Mackay - saxofone e oboé (1972-1983, desde 2001)
- Paul Thompson - bateria (1972-1980, desde 2001)
- Colin Good - teclado (desde 2001)

### Membros antigos
- Brian Eno - sintetizador (1971-1973)
- Eddie Jobson - sintetizador e violino (1973-1976)
- John Gustafson - baixo (1973-1976)
- John Wetton - baixo (1976-1977)
- Alan Spenner - baixo (1978-1983)
- Graham Simpson - baixo (1971-1972)
- Rik Kenton - baixo (1972-1973)
- John Porter - baixo (1973)
- Paul Carrack - teclado (1978-1980)
- Gary Tibbs - baixo (1978-1980)
- Andy Newmark - bateria (1980-1983)

## Discografia

### Álbuns de estúdio
- 1972 - Roxy Music
- 1973 - For Your Pleasure
- 1973 - Stranded (álbum)
- 1974 - Country Life
- 1975 - Siren
- 1979 - Manifesto
- 1980 - Flesh + Blood
- 1982 - Avalon

### Álbuns ao vivo
- 1976 - Viva! Roxy Music
- 1983 - The High Road
- 1990 - Heart Still Beating
- 1998 - Concert Classics
- 2001 - Concerto
- 2003 - Roxy Music Live

### Compilações
- 1977 - Roxy Music Greatest Hits
- 1981 - The First Seven Albums
- 1983 - The Atlantic Years
- 1986 - Street Life 20 Great Hits
- 1988 - The Ultimate Collection
- 1995 - More Than This
- 1995 - The Thrill of It All
- 2000 - The Early Years
- 2000 - Slave To Love
- 2001 - The Best of Roxy Music